# Gianfranco Bedin
Gianfranco Bedin  est un footballeur italien né le 24 juillet 1945 à Majano. Il évoluait au poste de milieu de terrain.

## Biographie

### En club
Gianfranco Bedin commence sa carrière en 1964 avec l'Inter Milan et découvre la première division italienne,.
Avec le club italien, il est sacré Champion d'Italie à trois reprises en 1964-65, 1965-66 et 1970-71,.
Au sein de la grande équipe de l'Inter, Gianfranco Bedin dispute de nombreuses campagnes de Coupe des clubs champions. Durant la saison 1964-1965, il est titulaire lors de la finale remportée contre le Benfica Lisbonne 1-0.
Il remporte la Coupe intercontinentale en 1965.
Il est également titulaire lors des finales européennes perdues lors des éditions 1967 et 1972.
En 1974, il rejoint l'UC Sampdoria, club qu'il représente jusqu'en 1978,. 
Lors de la saison 1977-1978, Gianfranco Bedin est joueur du Varèse Calcio,.
En 1978, il est transféré à l'AS Livourne, qu'il représente une unique saison,.
Après une dernière saison à San Frediano Rondinella (en), il raccroche les crampons en 1981,.
Le bilan de sa carrière en championnat s'élève à 302 matchs pour 23 buts marqués en première division italienne. En compétitions européennes, il dispute 25 matchs de Coupe des clubs champions pour aucun but marqué et 14 matchs en Coupe des villes de foire/Coupe UEFA pour un but marqué.

### En équipe nationale
International italien, il reçoit six sélections en équipe d'Italie pour aucun but marqué entre 1966 et 1972,.
Il joue son premier match en équipe nationale le 18 juin 1966 contre l'Autriche (victoire 1-0) en amical.
Il dispute deux matchs de qualifications pour l'Euro 1972  contre l'Autriche et la Belgique.
Il inscrit un doublé le 25 avril 1956 contre le Brésil (victoire 3-0 à Milan).
Son dernier match en équipe nationale a lieu le 21 juin 1972 en amical contre la Bulgarie (match nul 1-1).

## Palmarès
Inter Milan
| - Coupe intercontinentale (1) : - Vainqueur : 1965. - Coupe des clubs champions (1) : - Vainqueur : 1964-65. - Finaliste : 1966-67 et 1971-72. |  | - Championnat d'Italie (3) : - Champion : 1964-65, 1965-66 et 1970-71. |